# Andrew Tombes
Andrew Tombes (Ashtabula, 29 giugno 1885 – New York, 17 marzo 1976) è stato un attore statunitense.

## Biografia
Nato nell'Ohio, figlio di un droghiere, Andrew Tombes fu un popolare attore comico di vaudeville. Nel dicembre 1914, fece parte del cast dello spettacolo d'inaugurazione del Kansas City Orpheum Theatre. Il suo successo lo portò sui palcoscenici di Broadway, dove esordì nel 1917 in Miss 1917 prendendo parte, negli anni successivi, a diverse edizioni delle Ziegfeld Follies.
Nel 1933, girò il primo film di un'intensa carriera cinematografica, che durò fino al 1956 e che conta quasi centocinquanta pellicole.

## Spettacoli teatrali
- Miss 1917 (Broadway, 5 novembre 1917-5 gennaio 1918)
- Ziegfeld Follies of 1922 (Broadway, 5 giugno 1922 - 23 giugno 1923)
- Ziegfeld Follies of 1923 (Summer Edition) (Broadway, 25 giugno 1923 - 15 settembre 1923
- Ziegfeld Follies of 1927 (Broadway, 16 agosto 1927-7 gennaio 1928)

## Filmografia parziale

### Attore
- Spavalderia (The Bowery), regia di Raoul Walsh (1933)
- Broadway Through a Keyhole, regia di Lowell Sherman (1933)
- È arrivata la fortuna (Moulin Rouge), regia di Sidney Lanfield (1934)
- Doubting Thomas, regia di David Butler (1935)
- Here Comes Cookie, regia di Norman Z. McLeod (1935)
- Un colpo di fortuna (Easy Living), regia di Mitchell Leisen (1937)
- Sally, Irene and Mary, regia di William A. Seiter (1938)
- Too Busy to Work, regia di Otto Brower (1939)
- Hellzapoppin', regia di H.C. Potter (1941)
- Il Re della Louisiana (Louisiana Purchase), regia di Irving Cummings (1941)
- The Mad Ghoul, regia di James Hogan (1943)
- A Stranger in Town, regia di Roy Rowland (1943)
- California (Can't Help Singing), regia di Frank Ryan (1944)
- La donna fantasma (Phantom Lady), regia di Robert Siodmak (1944)
- La terra dei senza legge (Badman's Territory), regia di Tim Whelan (1946)
- Scandalo al collegio (How to Be Very, Very Popular), regia di Nunnally Johnson (1955)
- The Go-Getter, regia di Leslie Goodwins e Leigh Jason (1956)

### Colonna sonora
- My Wild Irish Rose, regia di David Butler - interprete di Will You Love Me in December as You Do in May?  (1947)

### Film o documentari con Andrew Tombes
- Hoppy's Holiday Episodio TV di Hopalong Cassidy (1952)